# Fermati, cow boy!
Fermati, cow boy! (Cast a Long Shadow) è un film del 1959 diretto da Thomas Carr.
È un film western statunitense con Audie Murphy, Terry Moore e John Dehner.

## Trama
Il giovane cowboy Matt Brown apprende di aver ereditato un grande ranch da un ricco proprietario terriero, di cui sapeva di essere figlio illegittimo. L'annuncio gli viene dato da Chip Donahue, il fattore del ranch, che a nome di tutti i dipendenti della fattoria gli offre 20000 dollari affinché rinunci alla proprietà, che verrebbe divisa tra i dipendenti stessi. Matt pensa di poter acconsentire alla proposta ma, dopo un colloquio con una sua vecchia fiamma, si rende conto che nella grande dimora può avere l'opportunità di vendicarsi di tutte le umiliazioni subite come "figlio della colpa".
Per dimostrare il proprio valore e per affermare la sua autorità, Matt decide di condurre una numerosa mandria al mercato del bestiame per venderla, in modo da cancellare con il ricavato la pesante ipoteca che grava sulle terre. I suoi modi arroganti gli alienano però le simpatie di molti dipendenti e lo stesso Donahue si ritrova licenziato in tronco. Consapevole delle proprie responsabilità, Matt si rende conto che il suo onore è in gioco, ma il suo carattere autoritario fa allontanare perfino la fidanzata Janet.
In una circostanza drammatica il giovane viene a conoscenza di un segreto che gli fa capire che anche il padrone ha bisogno della collaborazione e della comprensione degli altri: egli scopre infatti di non essere figlio naturale del defunto proprietario, ma di Donahue. Con l'aiuto quindi del suo vero padre, riesce a portare a termine gli obiettivi che si era prefissato.

## Produzione
Il film, diretto da Thomas Carr su una sceneggiatura di Martin Goldsmith e John McGreevey con il soggetto di Wayne D. Overholse e dello stesso Goldsmith, fu prodotto da Walter Mirisch per la Mirisch Corporation e girato aCorriganville, nei Monogram/Allied Artists Studios, nei 20th Century Fox Studios e nel Janss Conejo Ranch a Thousand Oaks, in California.

## Distribuzione
Il film fu distribuito con il titolo Cast a Long Shadow negli Stati Uniti nel settembre del 1959 al cinema dalla United Artists.
Alcune delle uscite internazionali sono state:
- in Svezia il 24 agosto 1959 (Den långa skuggan)
- in Finlandia il 6 novembre 1959 (Koston tie)
- in Germania Ovest il 25 novembre 1959 (Kampf ohne Gnade)
- in Danimarca il 26 dicembre 1960
- in Austria (Kampf ohne Gnade)
- in Grecia (I apeili tis mavris skias)
- in Cile (Sombras del pasado)
- in Brasile (Um Homem Contra o Destino)
- in Italia (Fermati, cow boy!)

## Critica
Secondo il Morandini "ambiente, personaggi e situazioni sono ai limiti dello stereotipo, ma i risvolti umani e psicologici hanno il sopravvento. ". Secondo Leonard Maltin il film è un "western dal ritmo lento".